# Gran Premio de Australia de Motociclismo de 2012
El Gran Premio de Australia de Motociclismo de 2012 (oficialmente: AirAsia Australian Motorcycle Grand Prix) fue la decimoséptima prueba del Campeonato del Mundo de Motociclismo de 2012. Tuvo lugar en el fin de semana del 26 al 28 de octubre de 2012 en el Circuito de Phillip Island, situado en la isla de Phillip Island, estado de Victoria, Australia.
La carrera de MotoGP fue ganada por Casey Stoner, seguido de Jorge Lorenzo y Cal Crutchlow. Pol Espargaró fue el ganador de la prueba de Moto2, por delante de Marc Márquez(después de la descalificación de Anthony West) y Scott Redding. La carrera de Moto3 fue ganada por Sandro Cortese, Miguel Oliveira fue segundo y Arthur Sissis tercero.

## Resultados

### Resultados MotoGP
| Pos.    | N.º | Piloto           | Constructor | Vueltas | Tiempo          | Parrilla | Puntos |
| ------- | --- | ---------------- | ----------- | ------- | --------------- | -------- | ------ |
| 1       | 1   | Casey Stoner     | Honda       | 27      | 41:01.324       | 1        | 25     |
| 2       | 99  | Jorge Lorenzo    | Yamaha      | 27      | +9.223          | 2        | 20     |
| 3       | 35  | Cal Crutchlow    | Yamaha      | 27      | +14.570         | 4        | 16     |
| 4       | 4   | Andrea Dovizioso | Yamaha      | 27      | +23.303         | 6        | 13     |
| 5       | 19  | Álvaro Bautista  | Honda       | 27      | +23.432         | 7        | 11     |
| 6       | 6   | Stefan Bradl     | Honda       | 27      | +23.467         | 5        | 10     |
| 7       | 46  | Valentino Rossi  | Ducati      | 27      | +37.113         | 8        | 9      |
| 8       | 69  | Nicky Hayden     | Ducati      | 27      | +38.387         | 10       | 8      |
| 9       | 17  | Karel Abraham    | Ducati      | 27      | +52.613         | 11       | 7      |
| 10      | 41  | Aleix Espargaró  | ART         | 27      | +1:00.299       | 12       | 6      |
| 11      | 14  | Randy De Puniet  | ART         | 27      | +1:00.342       | 9        | 5      |
| 12      | 8   | Héctor Barberá   | Ducati      | 27      | +1:21.951       | 13       | 4      |
| 13      | 9   | Danilo Petrucci  | Ioda-Suter  | 27      | +1:27.857       | 15       | 3      |
| 14      | 51  | Michele Pirro    | FTR         | 26      | +1 vuelta       | 14       | 2      |
| 15      | 22  | Iván Silva       | BQR         | 26      | +1 vuelta       | 19       | 1      |
| Ret     | 84  | Roberto Rolfo    | ART         | 18      | Retirado        | 18       |        |
| Ret     | 5   | Colin Edwards    | Suter       | 6       | Retirado        | 16       |        |
| Ret     | 77  | James Ellison    | ART         | 5       | Caída           | 17       |        |
| Ret     | 26  | Dani Pedrosa     | Honda       | 1       | Retirado        | 3        |        |
| DNQ     | 43  | Kris McLaren     | BQR         |         | No se clasificó |          |        |
| Fuente: |     |                  |             |         |                 |          |        |

### Resultados Moto2
| Pos.    | N.º | Piloto               | Constructor | Vueltas | Tiempo     | Parrilla | Puntos |
| ------- | --- | -------------------- | ----------- | ------- | ---------- | -------- | ------ |
| 1       | 40  | Pol Espargaró        | Kalex       | 25      | 39:26.486  | 1        | 25     |
| 2       | 93  | Marc Márquez         | Suter       | 25      | +16.837    | 3        | 20     |
| 3       | 45  | Scott Redding        | Kalex       | 25      | +16.957    | 2        | 16     |
| 4       | 77  | Dominique Aegerter   | Suter       | 25      | +26.018    | 12       | 13     |
| 5       | 5   | Johann Zarco         | Motobi      | 25      | +26.028    | 7        | 11     |
| 6       | 3   | Simone Corsi         | FTR         | 25      | +26.091    | 11       | 10     |
| 7       | 80  | Esteve Rabat         | Kalex       | 25      | +26.372    | 10       | 9      |
| 8       | 4   | Randy Krummenacher   | Kalex       | 25      | +26.474    | 6        | 8      |
| 9       | 30  | Takaaki Nakagami     | Kalex       | 25      | +26.580    | 5        | 7      |
| 10      | 81  | Jordi Torres         | Suter       | 25      | +36.520    | 20       | 6      |
| 11      | 38  | Bradley Smith        | Tech 3      | 25      | +36.565    | 15       | 5      |
| 12      | 24  | Toni Elías           | Kalex       | 25      | +36.870    | 18       | 4      |
| 13      | 19  | Xavier Siméon        | Tech 3      | 25      | +38.220    | 16       | 3      |
| 14      | 63  | Mike Di Meglio       | Kalex       | 25      | +44.350    | 19       | 2      |
| 15      | 72  | Yuki Takahashi       | FTR         | 25      | +48.586    | 27       | 1      |
| 16      | 88  | Ricard Cardús        | AJR         | 25      | +48.763    | 21       |        |
| 17      | 18  | Nicolás Terol        | Suter       | 25      | +48.768    | 25       |        |
| 18      | 14  | Ratthapark Wilairot  | Suter       | 25      | +52.487    | 22       |        |
| 19      | 23  | Marcel Schrötter     | Bimota      | 25      | +52.569    | 24       |        |
| 20      | 8   | Gino Rea             | Suter       | 25      | +52.707    | 23       |        |
| 21      | 75  | Tomoyoshi Koyama     | Suter       | 25      | +1:12.087  | 28       |        |
| 22      | 22  | Alessandro Andreozzi | Speed Up    | 25      | +1:21.455  | 26       |        |
| 23      | 82  | Elena Rosell         | Speed Up    | 24      | +1 vuelta  | 29       |        |
| 24      | 10  | Marco Colandrea      | FTR         | 24      | +1 vuelta  | 30       |        |
| 25      | 57  | Eric Granado         | Motobi      | 23      | +2 vueltas | 31       |        |
| DSQ     | 95  | Anthony West         | Speed Up    | 25      | (+16.811)  | 9        |        |
| Ret     | 36  | Mika Kallio          | Kalex       | 23      | Caída      | 14       |        |
| Ret     | 49  | Axel Pons            | Kalex       | 23      | Caída      | 13       |        |
| Ret     | 60  | Julián Simón         | Suter       | 23      | Retirado   | 17       |        |
| Ret     | 12  | Thomas Lüthi         | Suter       | 17      | Retirado   | 4        |        |
| Ret     | 29  | Andrea Iannone       | Speed Up    | 4       | Retirado   | 8        |        |
| DNS     | 15  | Alex De Angelis      | FTR         |         |            |          |        |
| 1.      |     |                      |             |         |            |          |        |
| Fuente: |     |                      |             |         |            |          |        |

### Resultados Moto3
| Pos.    | N.º | Piloto              | Constructor | Vueltas | Tiempo    | Parrilla | Puntos |
| ------- | --- | ------------------- | ----------- | ------- | --------- | -------- | ------ |
| 1       | 11  | Sandro Cortese      | KTM         | 23      | 38:20.014 | 1        | 25     |
| 2       | 44  | Miguel Oliveira     | Suter Honda | 23      | +2.108    | 6        | 20     |
| 3       | 61  | Arthur Sissis       | KTM         | 23      | +5.031    | 7        | 16     |
| 4       | 42  | Álex Rins           | Suter Honda | 23      | +5.084    | 16       | 13     |
| 5       | 52  | Danny Kent          | KTM         | 23      | +5.107    | 4        | 11     |
| 6       | 5   | Romano Fenati       | FTR Honda   | 23      | +5.109    | 14       | 10     |
| 7       | 19  | Alessandro Tonucci  | FTR Honda   | 23      | +5.374    | 10       | 9      |
| 8       | 7   | Efrén Vázquez       | FTR Honda   | 23      | +5.894    | 3        | 8      |
| 9       | 12  | Álex Márquez        | Suter Honda | 23      | +30.783   | 19       | 7      |
| 10      | 32  | Isaac Viñales       | FTR Honda   | 23      | +30.911   | 18       | 6      |
| 11      | 94  | Jonas Folger        | Kalex KTM   | 23      | +32.803   | 2        | 5      |
| 12      | 26  | Adrián Martín       | FTR Honda   | 23      | +33.302   | 17       | 4      |
| 13      | 84  | Jakub Kornfeil      | FTR Honda   | 23      | +33.479   | 13       | 3      |
| 14      | 41  | Brad Binder         | Kalex KTM   | 23      | +34.102   | 20       | 2      |
| 15      | 39  | Luis Salom          | Kalex KTM   | 23      | +43.749   | 9        | 1      |
| 16      | 89  | Alan Techer         | TSR Honda   | 23      | +43.827   | 24       |        |
| 17      | 23  | Alberto Moncayo     | FTR Honda   | 23      | +49.394   | 11       |        |
| 18      | 80  | Armando Pontone     | Ioda        | 23      | +1:06.551 | 21       |        |
| 19      | 17  | John McPhee         | KRP Honda   | 23      | +1:06.588 | 22       |        |
| 20      | 96  | Louis Rossi         | FTR Honda   | 23      | +1:08.801 | 12       |        |
| 21      | 8   | Jack Miller         | Honda       | 23      | +1:08.908 | 23       |        |
| 22      | 51  | Kenta Fujii         | TSR Honda   | 23      | +1:10.030 | 26       |        |
| 23      | 30  | Giulian Pedone      | Suter Honda | 23      | +1:10.411 | 25       |        |
| 24      | 75  | Lincoln Gilding     | Honda       | 23      | +1:33.510 | 28       |        |
| 25      | 36  | Sam Clarke          | Honda       | 22      | +1 vuelta | 31       |        |
| Ret     | 63  | Zulfahmi Khairuddin | KTM         | 19      | Caída     | 5        |        |
| Ret     | 9   | Toni Finsterbusch   | Honda       | 16      | Retirado  | 30       |        |
| Ret     | 25  | Maverick Viñales    | FTR Honda   | 14      | Retirado  | 8        |        |
| Ret     | 31  | Niklas Ajo          | KTM         | 11      | Caída     | 15       |        |
| Ret     | 29  | Luca Amato          | Kalex KTM   | 8       | Retirado  | 27       |        |
| Ret     | 20  | Riccardo Moretti    | Mahindra    | 1       | Retirado  | 29       |        |
| DNS     | 28  | Josep Rodríguez     | FGR Honda   |         |           |          |        |
| DNS     | 27  | Niccolò Antonelli   | FTR Honda   |         |           |          |        |
| DNS     | 99  | Danny Webb          | Mahindra    |         |           |          |        |
| Fuente: |     |                     |             |         |           |          |        |